# محمود حب الله
محمود فتح الله حب الله (16 أكتوبر 1903 - 11 يوليو 1973) الأمين العام السابق لمجمع البحوث الإسلامية بالأزهر. كان شخصية عالمية في مجال الدعوة الإسلامية حتي لقب برائد الدبلوماسية الإسلامية وسفير الإسلام لكل العالم [بحاجة لمصدر].

## ملامح شخصية
بمناسبة مرور مائة عام علي مولد الدكتور حب الله عام 1903 كتبت (صحيفة الأخبار) أنه كان أول مبعوث أزهري لإنجلترا وأول من أدخل تدريس اللغة الإنجليزية في مناهج التعليم بالأزهر ومعاهده وأول مبعوث للولايات المتحدة حيث أقام المركز الإسلامي في واشنطن وأول مبعوث ديني لغرب وجنوب أفريقيا في الأربعينات حيث أقام المراكز الدينية والتعليمية للمسلمين وحاضر هناك بالإنجليزية في جامعة جوهانسبرغ عن الإسلام والنبي محمد إبان الاستعمارالبريطاني وأسلم على يديه الكثيرون وكان أول ملحق ثقافي لسفارة مصر بباكستان بعد انفصالها عن الهند، وكان بصدد إعلان اللغة العربية اللغة الرسمية باتفاق مع زعيمها محمد علي جناح وقتها لكن الحكومة المصرية رفضت إرسال مدرسين لغة عربية مما أجهض الإعلان لتعريب باكستان. كان د. حب الله أول مدير للمركز الإسلامي الدولي بواشنطن الذي يشرف علي مسلمي أمريكا وكندا. وحقق فيه الكثير وكانت الحكومة الأمريكية قد رفضت رفع الآذان من فوق مئذنته لكنه استطاع الضغط عليها والحصول علي موافقتها واتهامها بالعنصرية ضد الإسلام. جلب أمهر البنائين والنقاشين والمزخرفين من مصر وتركيا وإيران لبنائه وألحق به مدرسة لتعليم الدين واللغة العربية لأبناء الجاليات المسلمة. د. حب الله أول مدير مصري للمركز الإسلامي الدولي بلندن، وهناك استطاع تدريس الدين للمسلمين بالمدارس البريطانية ومنع المسجونين المسلمين من تناول لحوم ودهون الخنزير، والسماح لهم بالصيام. كما استعان بالجمعية الملكية الجغرافية لتحديد اتجاه القبلة به. الدكتور حب الله كان أول مبعوث إسلامي موفد من الأزهر لليابان لتنظيم شئون الأقلية المسلمة هنا كما كان أول أمين عام لمجمع البحوث الإسلامية بالأزهر وهو أكبر أكادمية اٍسلامية للتشريع والفتوي في العالم وضم إليه كبار علماء وأئمة المسلمين من كل أنحاء العالم شرقه وغربه. أصبح أيضا أول سكرتير عام للمنظمة الإسلامية الأفروآسيوية في باندونغ. وصفته صحيفة واشنطن بوست وهي من كبريات الصحف العالمية في مقال لها علي صفحة كاملة بأنه عالم من الطراز الأول أعطى للأمريكان صورة حقيقية ومؤثرة عن الإسلام والمسلمين عندما كان مديرا للمركز الإسلامي الدولي بواشنطن. وقالت الصحيفة إنه من خلال إلقائه المحاضرات في كبريات الجامعات الأمريكية أعطى صورة واضحة ومشرقة عن الإسلام ومفاهيم العصر. اعتبرته الصحيفة أنه من علماء القرن وأشهرهم ولاسيما في مجال الدعوة الدينية. فلقد استطاع أن يجعل من المركز الإسلامي بأمريكا منارة تشع بالإسلام والإيمان حيث أسلم علي يديه آلاف الأمريكان. لم يكن الدكتور محمود حب الله يسعي للشهرة ولكن الشهرة كانت تسعي إليه لهذا عاد وتولي منصب إدارة مركز واشنطن ثلاث مرات بناء علي طلب مجلس أمنائه الذي يضم سفراء العالم الإسلامي بأمريكا.

## سيرة ذاتية
- ولد 16 أكتوبر 1903 بالمحمودية التابعة لمحافظة البحيرة – بجمهورية مصر العربية
- حاصل علي عالمية الأزهر القديمة 1930.
- تخصص الأزهر القديم في الفقه والأصول 1933 (معادل للدكتوراه).
- بكالوريوس الشرف من جامعة لندن (لندن ينيفرستى كاليج) 1941.
- دكتوراة في تاريخ الفلسفة من جامعة لندن (لندن ينيفرستى كاليج) 1943.
- مدرس في معهد الأسكندرية الدينى 1943.
- مدرس في كلية أصول الدين بالأزهر 1943-1947.
- أستاذ مساعد في كلية أصول الدين بالأزهر 1947-1956.
- أستاذ في كلية أصول الدين بالأزهر 1956-1958.
- عميد لكلية أصول الدين بالأزهر 1958-1961.
- أول أمين عام لمجمع البحوث الإسلامية 1961-1970.
- أرسل في بعثة ليوغندا وكينيا وتنجانيقا والزنجبار لدراسة أحوال المسلمين فيها ودراسة حال التعليم الدينى وكيفية نطويره 1947-1948. وقام بإنشاء مراكز لتحفيظ القرآن وتدريس اللهم الإسلام وتعليم اللغة العربية هناك.
- أنتدب ملحقا ثقافيا في السفارة المصرية في الباكستان في أول سفارة مصرية هناك 1949-1950. وقام بإنشاء مراكز لتحفيظ القرآن وتدريس اللهم الإسلام وتعليم اللغة العربية.
- أرسل في بعثة علمية إلى جنوب أفريقيا لدراسة أحوال المسلمين فيها ودراسة كيفية النهوض بمستواهم الثقافى الدينى 1951. وقام بإنشاء مراكز لتحفيظ القرآن وتدريس اللهم الإسلام وتعليم اللغة العربية هناك.
- أنتدب لإنشاء أول مركز إسلامي في واشنطون بالولايات المتحدة الأمريكية وكان أول مدير له 1952-1955. وقد أنشئ هذا المركز طبقا للاتفاق الدولي الموقع بين جميع حكومات العالم الإسلامي والحكومة الأمريكية.
- أنشأ أول مدرسة لتحفيظ القرآن وتدريس اللهم الإسلام وتعليم اللغة العربية تابعة للمركز الإسلامي تحت إدارته.
- أنتدب ممثلا للأزهر في مؤتمر الثقافة الإسلامية الذي عقد في بريستون بالولايات المتحدة الأمريكية 1953.
- أنتدب ممثلا للدولة في حفل تنصيب الرئيس توجمان في ليبيريا حيث زار كذلك مدن ليبيريا وغينيا والسنغال لتفقد أحوال المسلمين هناك 1956-1957.
- اختير عضوا في بعثة تكوين العلاقات الحميدة في أندونيسيا 1956.
- اختير ممثلا للأزهر في المؤتمر الثقافى الإسلامي المنعقد في الباكستان 1958-1959.
- اختير ممثلا للأزهر وللدولة في مؤتمر تاريخ الأديان المنعقد في اليابان 1958 وأنشأ مراكز لتحفيظ القرآن وتدريس اللهم الإسلام وتعليم اللغة العربية.
- أنتدب مديرا للمركز الإسلامي في واشنطن للمرة الثانية 1959-1962.
- اختير ممثلا للأزهر في مؤتمر العالم الإسلامي الآسيوي الأفريقى مرتين في سنة 1964 و1966 حيث اختير أمينا عاما للمنظمة ومقرها باندونغ.
- قام بوضع حجر الإساس للجامعة الإسلامية بغزة 1964
- قام بوضع حجر الإساس للجامعة الإسلامية ببيروت 1964.
- اختير ممثلا للأزهر في مؤتمر القرآن المنعقد في الباكستان 1968.
- اختير مديرا للمركز الإسلامي في واشنطن للمرة الثالثة 1969-1970.
- أنتدب مديرا للمركز الإسلامي في لندن 1973 حيث وافتة المنية في 11 يوليو 1974.
- ألقى مئات المحاضرات في كل البلاد التي زارها وفي كل جامعات أمريكا بنوع خاص وفي كثير من ندواتها العلمية وكنائسها، كما تولى الرد على كل ما ينشر عن الإسلام أو يسئ له في الجرائد والمجلات والإذاعة.
- له عدة مؤلفات ومترجمات باللغة العربية والأنجليزية تتعلق بالإسلام والمسلمين وتبين مدى تغلغل الإسلام في مشاعر الإنسان وفي عقله ومدى تغلغله في حياته وحياة المجتمع.
- توجد صورته في القاعة الرئيسية لمكتبة الكنجرس الأمريكي كأحد الدعاة المرموقين في القرن العشرين.
- حائز علي وسام الجمهورية من الطبقة الأولي

## من كتبه بالعربية
- وليام جيمس (1946). إرادة الإعتقاد [(بالإنجليزية: The Will to Believe)‏]. ترجمة: محمود حب الله (ط. الأولى). القاهرة: دار إحياء الكتب العربية. مؤرشف من الأصل في 2022-11-12.

- محمود حب الله (1948). الحياة الوجدانية والعقيدة الدينية (ط. الأولى). القاهرة: دار إحياء الكتب العربية. مؤرشف من الأصل في 2022-11-11.

- وليام جيمس (1949). العقل والدين: وهوالسفر الثاني من إرادة الإعتقاد. ترجمة: محمود حب الله (ط. الأولى). القاهرة: دار إحياء الكتب العربية. مؤرشف من الأصل في 2022-11-11.

- محمود حب الله (1951). الإسلام والمسلمون في أفريقيا الجنوبية (ط. الأولى). القاهرة: مطبعة الازهر. مؤرشف من الأصل في 2022-11-12.

## من كتبه بالإنجليزية
- Mankind’s Need of Divine Guidance حاجة البشرية للهداية الإلهية
- The Mission of the Prophet Mohamed بعثة النبى محمد (صلى الله عليه وسلم)
- Individual Liberty in Islam الحرية الفردية في الإسلام
- Humanism in Islam الإنسانية في الإسلام
- God and His Existence الله ووجوده
- Islam and Humane Tenets الإسلام والعقائد البشرية
- Islam and Modern Valuesالإسلام والقيم الحديثة
- Mohamed the Prophet النبى محمد ﷺ
- Muslim Christian Relationshipالعلاقة بين الإسلام والمسيحية
- Islam: The Solution to a Troubled World الإسلام: الحل لعالم مضطرب

## بعض محاضراته بالإنجليزية
- نظرة الإسلام إلى حرية الفرد
- الإنسانية في الإسلام
- نظرة الإسلام إلى المرأة
- نظرة الإسلام إلى الرق والرقيق
- الوحدة العالمية في ظل الإسلام
- لماذا الإسلام؟

## قالوا عنه
- عالم من الطراز الأول وإحدى الشخصيات الدينية العالمية في العصر الحاضر – الدبلوماسية الإسلامية – كل الذين يحملون العداء للإسلام يعدلون عن آرائهم إذا ما التقوا بالدكتور حب الله ثم أنهم لن يلبثوا حتى يقتنعوا بعظمة هذا الدين الحنيف –صحيفة واشنطن بوست.
- كل المراكز الإسلامية في أمريكا (التي أنشئت تباعا) تتطلع إلى وجود الدكتور حب الله في واشنطون كمنارة يهتدون بها. لأن له مكانته كعالم من أكبر علماء العالم الإسلامي وله شهرته في مجال التخطيط للدعوة الإسلامية - صحيفة مورننج نيوز.
- إن وجود الدكتور حب الله في واشنطن منارة هادية لكل المسلمين في أمريكا – صحيفة ستار الأمريكية.

## من أقواله
- في محاضرة في جامعة برنستون بالولايات المتحدة عن الرسول ﷺ بمناسبة مولده قال د. حب الله أن ليس فقط المسلمون في جميع أنحاء العالم هم المستفيدون من رسالة الرسول محمد ولكن الرسالة وصلت لكل فرد وكل مجتمع ودولة. فيجب على الجميع المشاركة في إظهار الشكر والعرفان في هذه المناسبة الجليلة.فليتذكر كل محب للديموقراطية والحرية الرسول  في هذه المناسبة الجليلة فهو الذي أيد الحرية والديمقراطية ودعا لها.فليتذكر كل رجل متدين يريد أن يعبد الله بطريقته الخاصة الرسول ﷺ في هذه المناسبة الجليلة لأنه حقق الحرية الدينية ولولا هذه الدعوة لكان هذا الرجل قد قتل أو أحرق.فلتتذكر كل امرأة لها كيانها واحترامها الرسول ﷺ في هذه المناسبة الجليلة فهو الذي دعا إلى حرية المرأة واستقلالها.وليتذكر كل عالم يعمل في معمله الرسول  في هذه المناسبة الجليلة فقد أطلق العقل البشرى من العبودية التي فرضت عليه منذ قرون العصور المظلمة.فلندعو جميعا الله بخشوع أن ينعمم الرسول  بالسلام الدائم وأن يبعثه مقاما محمودا وأن يرشدنا إلى الطريقة الصحيحة لنحيا الحياة الكريمة الفاضلة التي حددها لنا الرسول ﷺ رسول الإسلام والسلام والتسامح.
- في كتاب الإسلام والقيم الحديثة قال د. محمود حب لله أن الإسلام باستطاعته أن يستوعب كل ما هو ضرورى لتطور الحياة في كل مجالاتها.فكل ما هوحقيقى ومهم للإنسان لا يمكن إلا أن يكون جزءا من الاللهم الإسلامية بطريق مباشر أو غير مباشر.
- في كتابه الحياة الوجدانية والعقيدة الدينية يقول: والعقيدة بعد ذلك حاجة نفسية مهيمنة، لا يتمكن الإنسان من الحياة النفسية الراضية بدونها، وأما الذين يظنون أنهم قد حرروا أنفسهم من العقائد، فإنهم لم يفعلوا ذلك إلا في الظاهر فحسب، ولكنهم في قرارة أنفسهم معتقدون بخرافات وبغير خرافات، كما يعتقد أي فرد آخر من الناس.. فلقد اعتقد الإنسان منذ عرفه التاريخ في وجود قوة مؤثرة فيه وفي ذلك العالم، وكان ذلك الاعتقاد في الشمس أو في الأصنام، أو في غيرهما فالعقيدة الدينية حاجة نفسية مسيطرة علي عقل المرء وشعوره ووجدانه، إذ هي مشبعة لميوله الغريزية والعقلية، وهي حاجة تطلب ولابد من أن تشبع، وإذا لم توجد اخترعت ثم تحكمت.. ولو لم يكن للعقائد الإلهية في نفس الإنسان أساس، لعز تبليغها إليه، ولعز هضمها عليه، ولصعب الإيمان بها.